# L'inquisizione spagnola

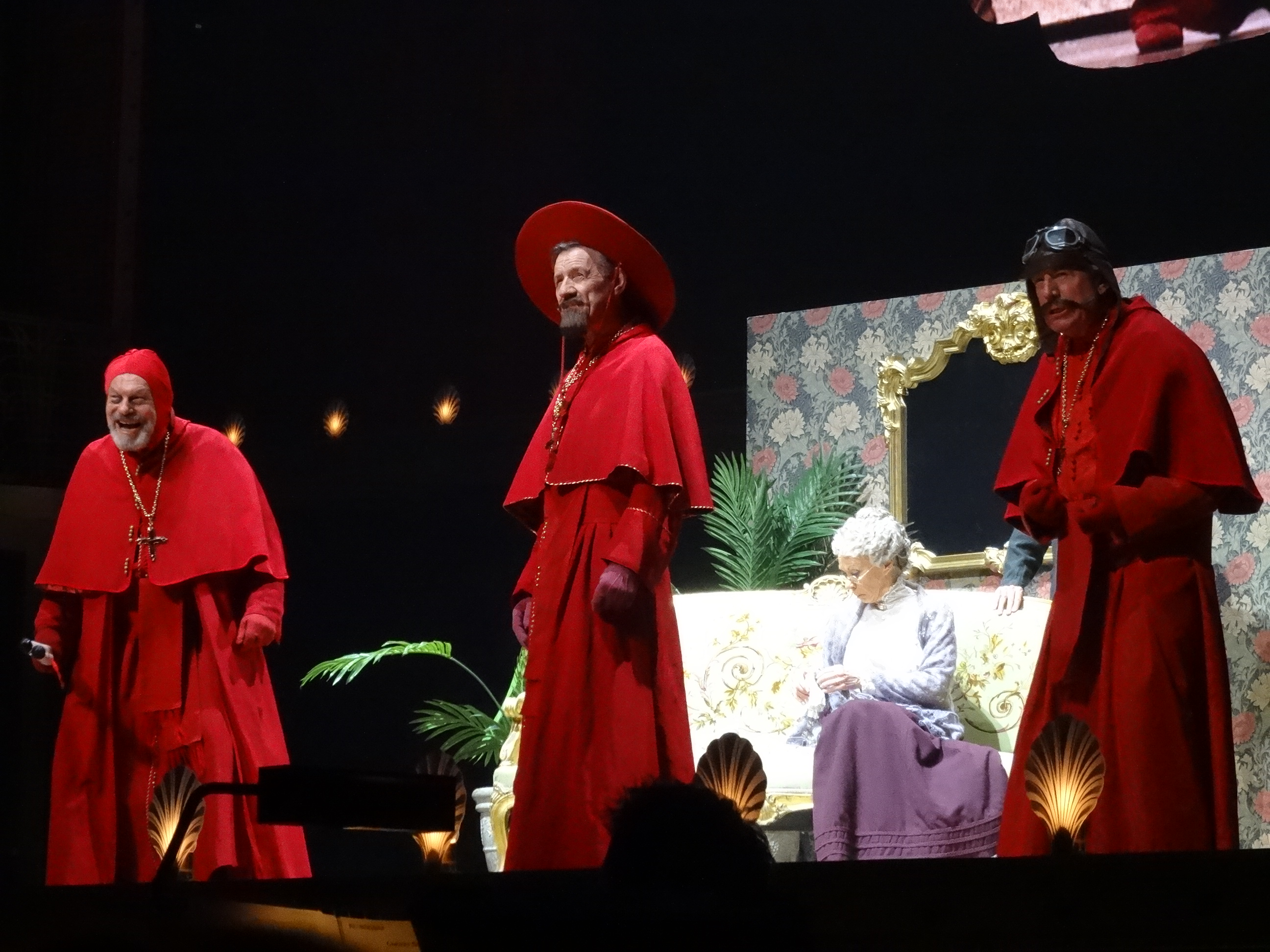
Terry Gilliam, Michael Palin e Terry Jones nello sketch "L'inquisizione spagnola" all'interno dello spettacolo Monty Python Live (Mostly) a Londra nel 2014

L'inquisizione spagnola (The Spanish Inquisition) è uno sketch del Monty Python's Flying Circus apparso nella seconda serie nel quale l'inquisizione spagnola viene ridicolizzata attribuendo agli inquisitori l'incapacità di dire quali e quante siano le loro armi e l'efficacia di esse.
I cardinali sono tre.
- Michael Palin interpreta lo sbadato cardinale Ximinez che quando elenca delle cose sbaglia sempre a dirne il numero. È il capo della combriccola.
- Terry Jones interpreta il cardinale Biggles che non sa mai cosa dire e fare. Come griglia di tortura, ha uno scolapiatti nelle mutande (in inglese entrambi si chiamano "rack").
- Terry Gilliam interpreta il cardinale Fang che legge le accuse.

## I tre sketch

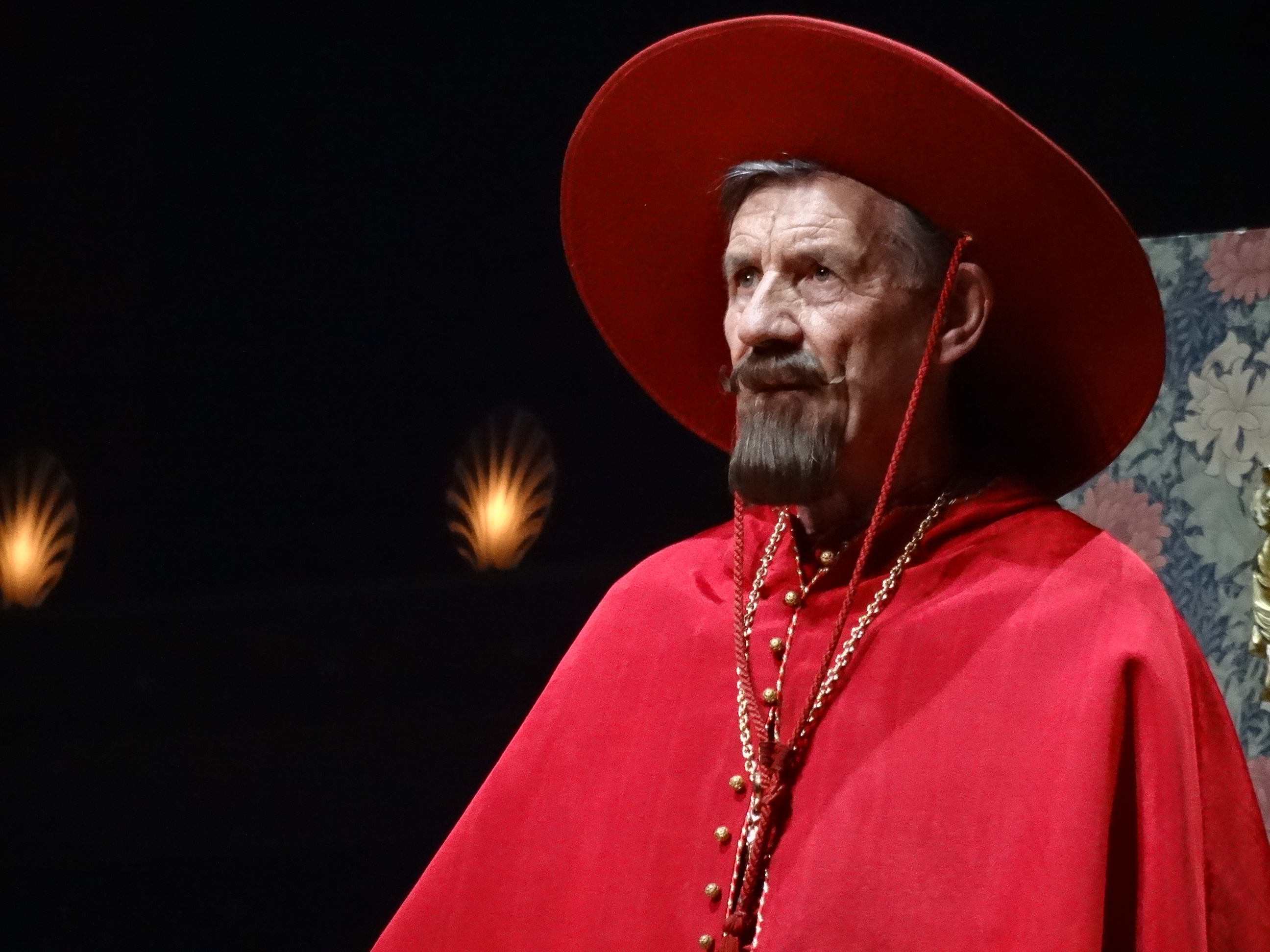
Michael Palin

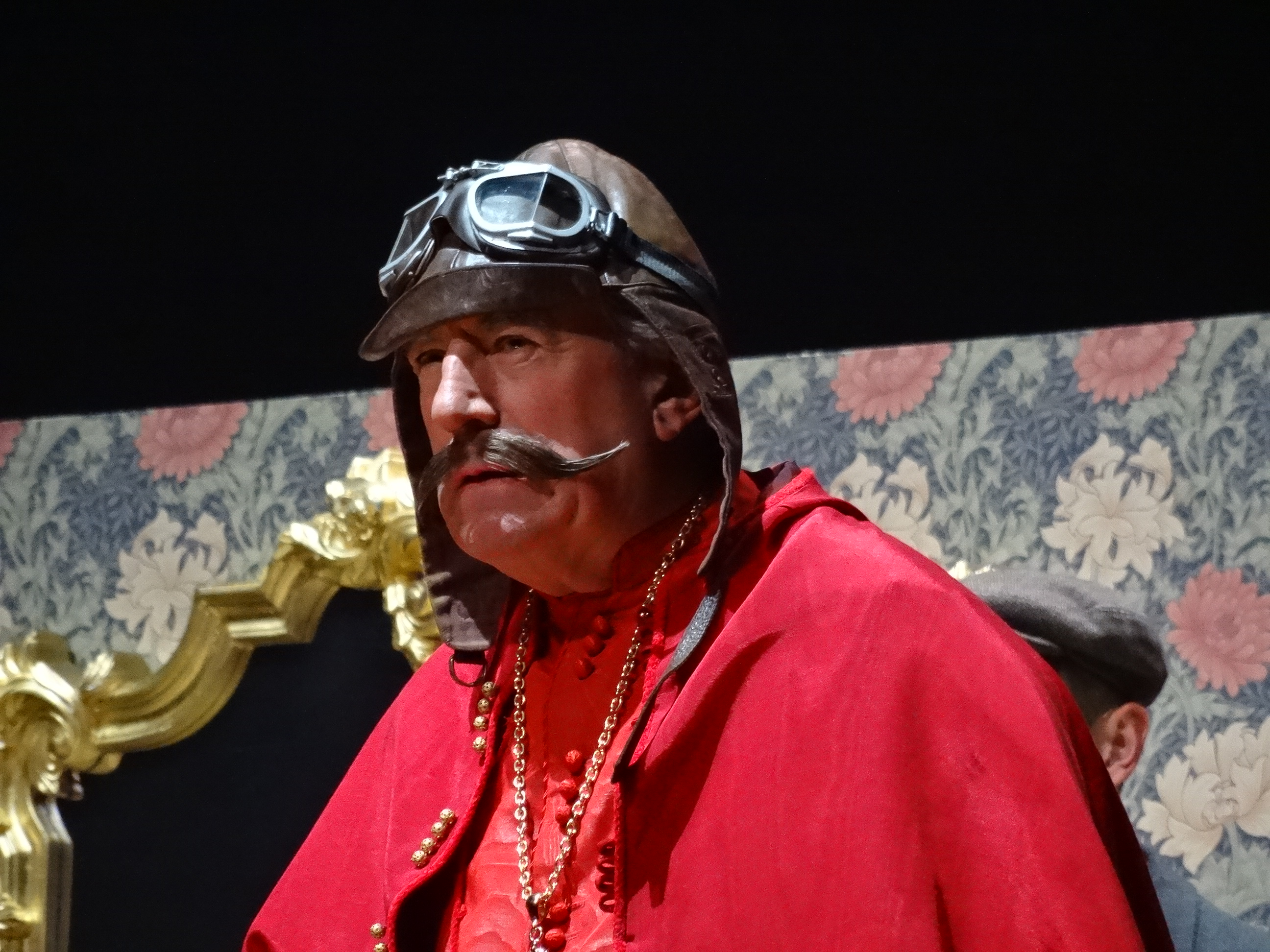
Terry Jones

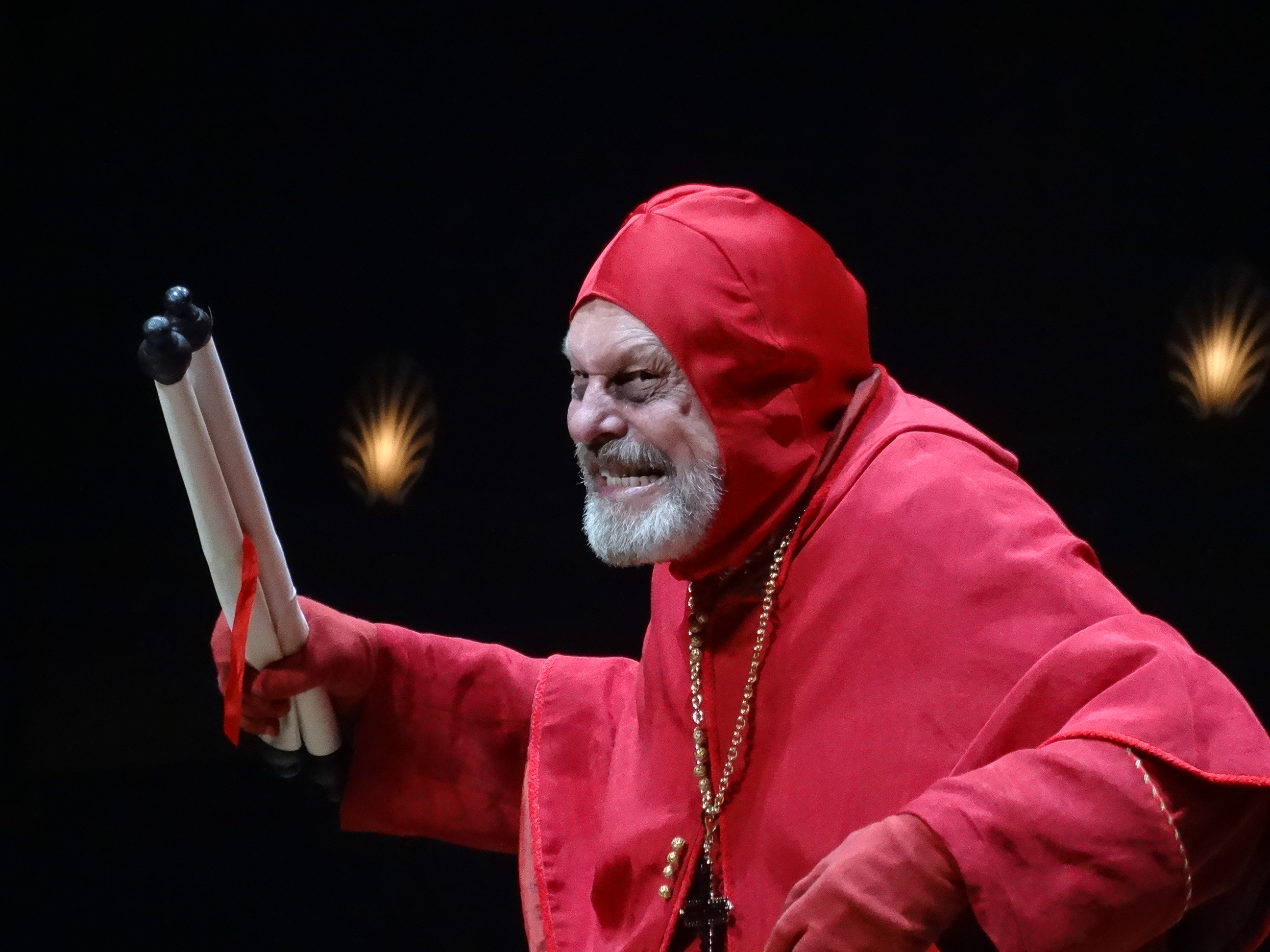
Terry Gilliam

Ci sono tre sketch in una stessa puntata dell'Inquisizione Spagnola: L'inquisizione spagnola, Le foto dello zio Ted e Tre inquisitori sull'autobus.

### L'inquisizione spagnola
Un uomo (Graham Chapman) va a casa di una signora (Carol Cleveland) e le dice che ci sono dei problemi alla segheria. Lei gli fa qualche domanda e, alla fine, l'uomo risponde di non saperne niente e che non si aspettava l'inquisizione spagnola. Arrivano i tre cardinali agguerriti. Il cardinale Ximinez (Michael Palin) dice che nessuno si aspetta l'Inquisizione spagnola. Infatti…
"La nostra arma principale è la paura, la paura e la sorpresa, la sorpresa e la paura… le nostre due armi principali sono la paura, la sorpresa e una spietata efficienza… le nostre tre armi sono la paura, la sorpresa, una spietata efficienza e una quasi fanatica devozione al Papa… le nostre quattro armi principali sono. Tra il nostro vario armamentario abbiamo… Rifaccio l'entrata, andiamo!".
I tre cardinali ritornano indietro e l'uomo dice nuovamente, poco convinto, che non si aspettava l'inquisizione spagnola. Arrivano nuovamente i tre cardinali. Il cardinale Ximenez dice nuovamente che nessuno si aspetta l'inquisizione spagnola e riprova a elencare le loro armi, ma sbaglia nuovamente e chiede al cardinale Biggles (Terry Jones) di dirle al posto suo. Il cardinale ci prova, ma non riesce a dirle, allora il cardinale Ximinez taglia corto e chiede al cardinale Fang (Terry Gilliam) quali sono le accuse. Il cardinale dice che la donna ha, in date diverse, commesso atti di eresia nei confronti della Chiesa. Dopo aver letto le accuse, il cardinale si mette a canticchiare, ma viene zittito da Ximinez e quest'ultimo chiede alla donna come si dichiara. La donna dice di dichiararsi innocente, ma i tre non ci credono e Ximinez ordina a Biggles di ghermire il "colasangue". Biggles tira fuori uno scolapiatti. Ximinez, tra imbarazzo e vergogna, ordina ai due cardinali di legare la donna. I due cardinali legano la donna e Ximinez ordina a Biggles, in un modo poco convinto, di dare al colasangue un "giro di vita". Biggles lo fa in modo poco convinto.

### Le foto dello zio Ted
Un'anziana signora (Marjorine Wilde) fa vedere alla sua badante (Carol Cleveland) le foto di suo zio Ted (ad ogni foto che l'anziana donna fa vedere, la badante la strappa e la butta via). Dopo l'anziana fa vedere alla badante una foto che ritrae l'inquisizione spagnola che si nasconde in un ammasso di carbone. La badante, stupita, dice che non si aspettava l'inquisizione spagnola e in quel momento appaiono i tre cardinali e Ximinez (Michael Palin) dice che nessuno si aspetta l'inquisizione spagnola. Appare una scritta che dice:
"Nei primi anni del sedicesimo secolo, per combattere la crescente ondata di dissidenza religiosa, il Papa diede al cardinale Ximinez di Spagna un mandato per muoversi senza sosta od ostacoli per ogni paese, in un regno di violenza, terrore e torture, che ne fecero un ottimo film. Questa era l'inquisizione spagnola."
La scena si sposta all'interno delle segrete dove i tre cardinali incatenano al muro la vecchia e Ximenez l'accusa di aver commesso atti di eresia e le chiede come si dichiara. La vecchia dice di non saperne niente e Ximinez, non credendole, ordina a Biggles (Terry Jones) di ghermire i "soffici cuscini". Biggles lo fa e Ximinez comincia a colpire la vecchia con i cuscini, ma non le fa niente. Allora Ximinez ordina a Fang (Terry Gilliam) di ghermire la "poltrona sogni d'oro". Fang lo fa e i tre fanno sedere rudemente la vecchia e Ximinez cerca di far confessare la vecchia, ma alla fine quello che dice "Confesso" è Biggles e Ximinez lo rimprovera.

### L'inquisizione spagnola su un autobus
(Lo sketch è il "seguito" dello sketch La scena del tribunale - Sciarade, dove l'inquisizione spagnola compare verso la fine dello sketch)
Il giudice (Graham Chapman) condanna l'imputato al rogo e l'imputato (Terry Jones) dice che non si aspettava l'inquisizione spagnola. Tutte le persone presenti nel tribunale si voltano aspettando i tre cardinali. I tre però sono appena usciti di casa e prendono l'autobus per raggiungere il tribunale, quando sono appena arrivati i titoli di coda. I tre riescono a raggiungere il tribunale, ma ormai la puntata è appena conclusa e il cardinale esclama "Accidenti!" (nell'originale diceva "Oh, bugger!").